# Yellow Cup 2019
Der Yellow Cup ⅩⅬⅦ (2019) in der Schweizer Stadt Winterthur war der 47. Yellow Cup. Zum ersten Mal wurde der Handball-Wettbewerb in der neu errichteten WIN4 Arena ausgetragen.

## Modus
In dieser Austragung spielten 4 Mannschaften im Modus «Jeder gegen jeden» mit je einem Spiel um den Cup. Bei Punktgleichheit entschied die bessere Tordifferenz, danach die Zahl der geschossenen Tore.

## Resultate

### Rangliste
| Pl. | Land     | Sp. | S | U | N | Tore    | Diff. | Punkte |
| --- | -------- | --- | - | - | - | ------- | ----- | ------ |
| 1.  | Tunesien | 3   | 3 | 0 | 0 | 095:870 | +8    | 6      |
| 2.  | Schweiz  | 3   | 1 | 1 | 1 | 084:830 | +1    | 3      |
| 3.  | Portugal | 3   | 1 | 0 | 2 | 080:840 | −4    | 2      |
| 4.  | Japan    | 3   | 0 | 1 | 2 | 084:890 | −5    | 1      |

### Spiele
| 4. Januar 2019 18:00 Uhr | Portugal                 | 28:31        | Tunesien                          | WIN4 Arena Zuschauer: 1400 |
| 4. Januar 2019 18:00 Uhr | meiste Tore: Portela (7) | (14:15)      | meiste Tore: Sanaï & Jaballah (6) | WIN4 Arena Zuschauer: 1400 |
| 4. Januar 2019 18:00 Uhr | Strafen: 3× 7×           | Spielbericht | Strafen: 2× 5×                    | WIN4 Arena Zuschauer: 1400 |

| 4. Januar 2019 20:30 Uhr | Schweiz                     | 28:28        | Japan                               | WIN4 Arena Zuschauer: 1700 |
| 4. Januar 2019 20:30 Uhr | meiste Tore: Sidorowicz (8) | (14:15)      | meiste Tore: Miyazaki & Yoshino (5) | WIN4 Arena Zuschauer: 1700 |
| 4. Januar 2019 20:30 Uhr | Strafen: 1× 4×              | Spielbericht | Strafen: 4×                         | WIN4 Arena Zuschauer: 1700 |

| 5. Januar 2019 16:00 Uhr | Tunesien                         | 34:31        | Japan                   | WIN4 Arena Zuschauer: 1100 |
| 5. Januar 2019 16:00 Uhr | meiste Tore: Bacha & Oussama (5) | (17:15)      | meiste Tore: Tokuda (6) | WIN4 Arena Zuschauer: 1100 |
| 5. Januar 2019 16:00 Uhr | Strafen: 2× 7×                   | Spielbericht | Strafen: 4× 2×          | WIN4 Arena Zuschauer: 1100 |

| 5. Januar 2019 19:00 Uhr | Schweiz                | 28:25        | Portugal                | WIN4 Arena Zuschauer: 1872 |
| 5. Januar 2019 19:00 Uhr | meiste Tore: Rubin (6) | (15: 13)     | meiste Tore: Duarte (5) | WIN4 Arena Zuschauer: 1872 |
| 5. Januar 2019 19:00 Uhr | Strafen: 2× 6×         | Spielbericht | Strafen: 2× 7× 1×       | WIN4 Arena Zuschauer: 1872 |

| 6. Januar 2019 13:00 Uhr | Japan                 | 25:27        | Portugal                 | WIN4 Arena Zuschauer: 1382 |
| 6. Januar 2019 13:00 Uhr | meiste Tore: Baig (4) | (11:17)      | meiste Tore: Portela (7) | WIN4 Arena Zuschauer: 1382 |
| 6. Januar 2019 13:00 Uhr | Strafen: 2×           | Spielbericht | Strafen: 2×              | WIN4 Arena Zuschauer: 1382 |

| 6. Januar 2019 15:30 Uhr | Schweiz                  | 28:30        | Tunesien               | WIN4 Arena Zuschauer: 1771 |
| 6. Januar 2019 15:30 Uhr | meiste Tore: Zehnder (5) | (11:18)      | meiste Tore: Sanaï (6) | WIN4 Arena Zuschauer: 1771 |
| 6. Januar 2019 15:30 Uhr | Strafen: 2× 5×           | Spielbericht | Strafen: 1× 5×         | WIN4 Arena Zuschauer: 1771 |

## Torschützenliste
Bei gleicher Anzahl von Treffern sind die Spieler alphabetisch geordnet.
| Pl. | Spieler           | Land     | Tore |
| --- | ----------------- | -------- | ---- |
| 1.  | Pedro Portela     | Portugal | 16   |
| 1.  | Roman Sidorowicz  | Schweiz  | 16   |
| 3.  | Mosbah Sanaï      | Tunesien | 14   |
| 4.  | Shinnosuke Tokuda | Japan    | 13   |
| 5.  | Gilberto Duarte   | Portugal | 12   |

## Auszeichnungen
| Auszeichnung         | Spieler          | Land       |
| -------------------- | ---------------- | ---------- |
| MVP                  | Mosbah Sanaï     | Tunesien   |
| Bester Torhüter      | Alfredo Quintana | Portugal   |
| Fairnesspreis        | –                | Japan      |
| Pechvogelpreis       | Robert Risse     | WIN4 Arena |
| Besondere Verdienste | Marco Beugger    | Yellow Cup |